# Giulio Rodinò
Pour les articles homonymes, voir Rodino.
Giulio Rodinò di Miglione, né à Naples le 10 janvier 1875 et mort à Rome le 16 février 1946, est un homme politique italien.

## Biographie
Il est né à Naples le 10 janvier 1875 de Gianfrancesco et Giuseppina Sanseverino, deuxième de trois fils : Luigi, Giulio et Pio.
Membre d'une famille noble, son grand-père maternel, Luigi Sanseverino, prince de Bisignano, avait été le premier président du Comité de la Campanie de la Société des congrès catholiques (Comitato campano dell’Opera dei congressi cattolici) de 1878 à 1886. Avec son beau-père Luigi Rodinò di Miglione, le grand-père paternel de Giulio, il avait contribué à lui donner un esprit légitimiste et pro-Bourbon. Son père Gianfrancesco, baron de Miglione et marquis de Sangineto, fut à son tour en 1891 le fondateur et le premier président du Cercle catholique pour les intérêts de Naples (Circolo cattolico per gli interessi di Napoli).
Giulio Rodinò a fréquenté le collège jésuite de la Conocchia à Naples, a obtenu son diplôme de droit en 1897 et a exercé la profession d'avocat à Naples à partir de 1899. Il épousa Nerina Sergio et eut huit enfants, six garçons (Mario, Guido, Ugo, Marcello, Diego et Riccardo) et deux filles (Giuseppina et Elisa). Il reçoit sa première éducation politique dans le Cercle catholique présidé par son père, s'intéressant à l'œuvre de Giuseppe Toniolo, au programme des jeunes démocrates-chrétiens et aux ouvertures modérées vers l'État unifié proposées par Filippo Meda et les catholiques de l'Italie du Nord.
En 1901, il est élu conseiller municipal de Naples grâce à un accord conclu entre les forces cléricales-modérées, et occupe ce poste jusqu'en 1913, en exerçant plusieurs fois au cours des années la fonction de conseiller et de conseiller délégué. Parallèlement, il participe aux différentes Unions catholiques qui remplacent les Travaux des congrès et comités catholiques (Opera dei Congressi) dissoute par le pape Pie X en 1904. Favorable à la participation électorale des catholiques italiens, mais néanmoins respectueux du non expédient papal, il se présente, après son assouplissement, aux élections politiques de 1903 et 1909. Ce n'est qu'aux élections de 1913 qu'il est enfin élu, entrant à la Chambre des députés avec la patrouille des députés catholiques pour la XXIVe législature du Royaume.
Par loyauté monarchique et patriotisme, il est favorable à l'intervention de l'Italie dans la Première Guerre mondiale et, en désaccord avec une grande partie de la classe dirigeante catholique et napolitaine, s'efforce de donner une visibilité publique au soutien catholique à l'effort de guerre.
Le 20 février 1918, il présente à la Chambre des députés l'ordre du jour "La Camera riaffma il dovere della concordia nazionale" (La Chambre réaffirme le devoir de concorde nationale) dans lequel il déclare les "vibrants sentiments de foi et de dévotion" des catholiques italiens et les "devoirs que nous impose la concorde nationale [...] au nom sacré de la Patrie" .
Après la guerre, il est l'un des membres de la Piccola costituente (petite assemblée constituante) du Parti populaire italien (Partito Popolare Italiano ou PPI), dont Rodinò signe l'"Appel au pays" (Appello al Paese) du 18 janvier 1919 adressé aux "libres et aux forts". Il devient un point de référence du PPI en Campanie, présidant les réunions du conseil national du parti (Rome, 19-20 août 1919) et, en tant que leader à Naples lors des élections politiques de 1919, il est réélu député dans la XXVe législature, au cours de laquelle il devient questeur puis, du 1er juillet 1920 au 2 avril 1921, vice-président de la Chambre des députés.
Profondément lié à Luigi Sturzo et partisan de sa conception réformiste, démocratique et centriste du Parti, il comprend la modernité du popularisme comme un élément de rupture des anciennes formules politiques de clientélisme et de personnalisme en Italie du Sud. En raison de ces caractéristiques, Rodinò est choisi pour présider le IIe Congrès du PPI qui se tient à Naples du 8 au 11 avril 1920, où il effectue un difficile travail de médiation entre la droite cléricale et la gauche, en soulignant le caractère anti-modéré, laïque et interclassiste du parti.
Du 22 mai au 15 juin 1920, Rodinò est appelé par Francesco Saverio Nitti à servir comme ministre de la Guerre dans son deuxième et très bref cabinet. Au cours du ministère Giolitti suivant, le 31 juillet 1920, il est nommé membre puis président de la commission d'enquête parlementaire sur les dépenses de guerre, avant de revenir diriger le département de la guerre du 2 avril au 4 juillet 1921. Son attention est absorbée par la démobilisation et la réorganisation de l'armée après la guerre, qui doit être mise en œuvre en réduisant les dépenses d'armement, les corps spéciaux et la durée du service, et en réformant le secteur de l'aviation, l'organisation territoriale et la rémunération des officiers.
Réélu député en 1921 pour le PPI, pendant le premier gouvernement Bonomi, du 4 juillet 1921 au 26 février 1922, il est ministre de la Justice pour les affaires religieuses. À ce poste, Rodinò s'est distingué par une réforme organique du système judiciaire, qui a réduit le nombre de magistrats et d'offices judiciaires. Il a lancé un projet de retraite pour les avocats et a mis en place une commission d'étude pour réformer la procédure civile. Son profil de catholique suscite une vive controverse laïque, qui est encore alimentée par sa décision de se rendre au Vatican à titre officiel pour présenter les condoléances du gouvernement à l'occasion de la mort du pape Benoît XV (22 janvier 1922). Au contraire, il est impuissant face à l'illégalité et à la violence croissantes du squadrisme fasciste, au point qu'Antonio Gramsci dénonce ses graves responsabilités devant le pays .
Revenu sur les bancs du palais Montecitorio pendant les gouvernements Facta I et II, il est absent de Rome le jour où Benito Mussolini se présente devant la Chambre pour demander un vote de confiance à son premier gouvernement. Lors de la séance suivante, il a cependant suivi la ligne de son groupe parlementaire et a déclaré son vote favorable.
Les 12 et 13 avril 1923, alors que la collaboration ministérielle entre le Parti populaire et les fascistes touche à sa fin, Rodinò préside le IVe congrès du PPI à Turin. L'affrontement politique qui s'ensuit conduit à la démission des ministres du Parti populaire et, le 10 juillet 1923, du secrétaire politique Sturzo lui-même. Rodinò est ainsi élu par la direction du PPI à la présidence du triumvirat (avec Giuseppe Spataro et Giovanni Gronchi) qui, du 10 juillet 1923 au 20 mai 1924, exerce les fonctions de secrétariat politique. Il doit diriger le parti à l'époque de la scission dramatique de la loi Acerbo, de la scission du groupe parlementaire de la droite clérico-fasciste et de l'âpre campagne électorale de 1924.
Dans cette phase, tout en refusant de céder au fascisme, il agit avec modération ; il entretient des contacts cordiaux avec certains clérico-fascistes expulsés, essayant de résorber la dissidence de la droite catholique ("révisionnisme"). Sa ferme condamnation des méthodes fascistes ne se traduit pas par une opposition automatique au gouvernement, car Rodinò maintient une position de "ni opposition ni collaboration" qui lui vaut des critiques au sein même de son propre parti.
Réélu député du PPI en 1924, il est vice-président de la Chambre au début de la XXVIIe législature. Avec le groupe populaire, il participe à la sécession de l'Aventin et est président de l'assemblée des oppositions parlementaires. En raison de son profil modéré, il était considéré comme l'une des personnalités les plus communicatives de l'opposition. Cependant, la tournure autoritaire du régime exclut toute possibilité de confrontation, au point qu'il présente sa démission fracassante de la vice-présidence de la Chambre le 18 novembre 1925. En 1926, il fait partie des représentants du PPI qui tentent de regagner leurs sièges à la Chambre de Montecitorio, mais sont violemment expulsés par les fascistes. Le 9 novembre 1926, avec tous les autres députés de l'Aventin, il est finalement déclaré déchu de ses fonctions.
À partir de 1926, Rodinò entame une longue période de silence et de repli sur la vie privée, au cours de laquelle il reprend la pratique du droit et l'animation des forces restantes du mouvement catholique napolitain. Après la chute du fascisme, il redevient le point de référence naturel des catholiques napolitains et l'une des figures les plus importantes de la Démocratie chrétienne (Democrazia Cristiana ou DC) renaissante, qu'il représente au congrès des comités de libération qui se tient à Bari le 29 janvier 1944.
Son action politique au cours de ces mois visait à surmonter les divergences et la coopération entre les partis. Bien qu'il soit favorable à une solution modérée de la question institutionnelle, il souligne l'opportunité de reporter toute décision définitive après la Libération, tout en renforçant le profil institutionnel des gouvernements du Sud avec la participation des forces politiques du Comité de libération nationale (Democrazia Cristiana ou CLN).
Ainsi, représentant la DC, il est l'un des quatre ministres sans portefeuille du deuxième gouvernement Badoglio (22 avril-18 juin 1944), qui voit le jour au lendemain du " tournant de Salerne ". Appelé en juillet de la même année à présider le premier congrès national de la DC, il rejoint le conseil national du parti. Il est ensuite nommé, avec Palmiro Togliatti, vice-président du Conseil dans le deuxième gouvernement Bonomi (12 décembre 1944-19 juin 1945). Même dans cette phase de tension, il travaille à une véritable pacification nationale et défend l'expérience des gouvernements d'unité nationale auprès des hiérarchies vaticanes et des forces alliées, espérant qu'ils dureront au moins jusqu'à l'élection de l'Assemblée constituante. Après la Libération, à partir du 22 septembre 1945, il est membre du Conseil national.
Il reste en fonction jusqu'à sa mort à Rome, après une brève maladie, le 16 février 1946.

## Ouvrages
- Sur le problème de la municipalisation du pain. Rapport de la Commission du Conseil, Naples 1904
- Le travail de l'administration municipale, 7 mars 1907-21 novembre 1909. Discours, Naples 1909
- Documents parlementaires (discours de M. Rodinò, M. Bertini, M. Miglioli, M. Tovini), dans Politique nationale, 25 mars 1918, pp. 11-14
- Pour la concorde nationale, Naples 1918
- Un grand précurseur : Monseigneur Geremia Bonomelli. Discours prononcé à Turin le 22 septembre 1918, Naples 1918
- Discours prononcé à Naples, dans la salle S. Tommaso D'Aquino, le 23 mars, à l'occasion des élections politiques convoquées pour le 6 avril 1924, Naples 1924.
- Discours prononcé à Turin le 16 novembre 1924 à l'occasion du congrès provincial du Parti Populaire Italien, Naples 1924
- Après l'assassinat de Matteotti : discours de Giulio Rodinò, Naples 1943
- La pensée politique des démocrates-chrétiens : discours prononcé à Naples le 28 mai 1944, Naples 1944.

## Sources
- (it) Cet article est partiellement ou en totalité issu de l’article de Wikipédia en italien intitulé « Giulio Rodinò » (voir la liste des auteurs).